# Centro-Norte da Flórida
O Centro-Norte da Flórida (em inglês:  North Central Florida) é uma região do estado da Flórida, Estados Unidos. Compreende a porção centro-norte do estado e os condados de Alachua, Bradford, Columbia, Gilchrist, Hamilton, Lafayette, Madison, Marion, Putnam, Suwannee e Union. As principais cidades são: Gainesville, Ocala, Lake City, Live Oak e Palatka. A cidade de Gainesville é a maior cidade da região e serve-se como centro cultural, educacional e comercial para a área centro-norte. Também é lar da Universidade da Flórida, a quarta maior universidade dos Estados Unidos. Como o Cabo de Frigideira da Flórida, a região é considerada parte de Deep South, quando comparada com o resto do estado.
A paisagem e o clima do Centro-Norte da Flórida não retrata o clima e o ambiente sub-tropical associado ao estado da Flórida. A paisagem da região é composta por suaves colinas onduladas cercada por árvores de médio porte (como as magnólias) e outras.
A região também tem grandes concentrações florestas de pinheiros. O clima é ameno durante o ano todo, mas possui invernos distintos, com temperaturas abaixo de zero com bastante frequência.